# Grundordnung des Kirchenjahres
Die Grundordnung des Kirchenjahres und des neuen Römischen Generalkalenders (lateinisch Normae universales de anno liturgico et de calendario) ist die amtliche Beschreibung und Erklärung des liturgischen Jahres der römisch-katholischen Kirche. Das Dokument wurde im Zuge der Liturgiereform nach dem Zweiten Vatikanischen Konzil erarbeitet und durch Papst Paul VI. 1969 promulgiert.
Seine wichtigsten Themen sind:
- Der liturgische Tag
  - In der Liturgie beginnt und endet der Tag gewöhnlich um Mitternacht. Allein der Sonntag und die Hochfeste beginnen bereits am Vorabend.
  - Der Sonntag, der erste Tag der Woche, ist der „Urfeiertag“ der Kirche, die an ihm die Auferstehung des gekreuzigten Jesus Christus feiert. Daher dürfen der Liturgie des Sonntags nur Hochfeste und Herrenfeste vorgezogen werden. Die Sonntage im Advent, in der Fastenzeit und der fünfzigtägigen Osterzeit haben jedoch immer Vorrang und weichen keinem Fest.
  - Bestimmte Tage haben einen besonderen Rang: die Hochfeste, Feste und Gedenktage.
  - Der Aschermittwoch und die Tage der Karwoche bis zum österlichen Triduum gehen allen anderen Feiern vor. Die Adventstage 17. bis 24. Dezember und alle Wochentage der Fastenzeit lassen jeden Gedenktag in den Hintergrund treten.

- Der liturgische Jahreskreis
  - Das österliche Triduum (Triduum sacrum) ist der Höhepunkt des liturgischen Jahres. Es beginnt mit der heiligen Messe vom letzten Abendmahl am Gründonnerstag und endet mit der Vesper vom Ostersonntag. Seine Mitte ist die Feier der Osternacht. In ihr erwartet die Kirche wachend die Auferstehung Jesu Christi und feiert diese mit den Sakramenten Taufe, Firmung und Eucharistie. Am Karfreitag und, soweit möglich, am Karsamstag wird das Osterfasten gehalten.
  - Die fünfzig Tage der Osterzeit werden als ein einziger großer Festtag begangen. Sie enden mit dem Pfingstsonntag. Die ersten acht Tage (bis zum sogenannten Weißen Sonntag) haben jeder den Rang eines Hochfests (Osteroktav).
  - Die vierzigtägige Fastenzeit dient ganz der Vorbereitung auf die Feier von Ostern. Mit dem 6. Sonntag der Fastenzeit, dem Palm- und Passionssonntag, beginnt die Heilige Woche. Am Morgen des Gründonnerstags (oder einem früheren osternahen Tag) werden die heiligen Öle (Katechumenenöl, Krankenöl und Chrisam) in der Chrisammesse geweiht.
  - Die Weihnachtszeit dauert vom Vorabend des 25. Dezember (Heiligabend) bis zum Sonntag nach dem 6. Januar. In dieser Zeitspanne feiert die Kirche das Gedächtnis der Geburt Jesu Christi (Weihnachten) und die ersten Anlässe seines Offenbarwerdens unter den Menschen, z. B. vor den Hirten auf dem Felde, als Mitglied einer Familie (Heilige Familie), vor den Sterndeutern (Erscheinung des Herrn), bei seiner Taufe am Jordan (Taufe des Herrn). Wie Ostern hat auch Weihnachten eine eigene Oktav, die bis zum Hochfest der Gottesmutter Maria (1. Januar) reicht.
  - die Adventszeit bereitet das Gedächtnis des ersten Kommens Christi zu den Menschen und soll zugleich die Hoffnung auf sein Zweites Kommen am Ende der Zeiten wecken und stärken. Die Adventszeit beginnt am Sonntag, der auf den 30. November fällt oder diesem Datum am nächsten kommt. Die Tage vom 17. bis zum 24. Dezember dienen der besonderen Vorbereitung auf das Hochfest der Geburt des Herrn.